# Tango i Cash
Tango i Cash (eng. Tango & Cash), američki akcijski buddy-buddy film iz 1989. godine u režiji Andreija Konchalovskog i Alberta Magnolija, s Sylvesterom Stalloneom, Kurtom Russellom i Teri Hatcher u glavnim ulogama.

## Radnja
U središtu radnje su dva uspješna, ali veoma različita policajca. Ray Tango (Sylvester Stallone) je sofisticiran i uglađen, uvijek besprijekorna izgleda, dok je Gabriel Cash (Kurt Russell) policajac koji ne mari za izgled, brzoplet je i nasilan. Obojicu povezuje činjenica da su najbolji policajci u Los Angelesu koji su više puta pomrsili račune kriminalnim šefovima. Jedan od takvih kriminalaca Yves Perret (Jack Palance) odluči ih ukloniti tako da im smijesti zločin, zbog kojeg obojica policajaca završe u zatvoru. Nakon bijega, Ray i Tango odlučuju doznati tko im je smjestio te krenu u lov na nepoznatog protivnika.

## Glavne uloge
- Sylvester Stallone - por. Ray Tango
- Kurt Russell - por. Gabriel Cash
- Teri Hatcher - Katherine Tango
- Jack Palance - Yves Perret
- Brion James - Requin
- Geoffrey Lewis - kapetan Schroeder
- Eddie Bunker - kapetan Holmes
- James Hong - Quan
- Marc Alaimo - Lopez

## Zarada
Film je premijerno prikazan u američkim kinima 22. prosinca 1989. godine, a ukupno je zaradio 63,408,614 USD.